# Roger Michell
Pour les articles homonymes, voir Michell.
Roger Michell, né le 5 juin 1956 à Pretoria (Afrique du Sud) et mort le 22 septembre 2021, est un réalisateur et producteur de cinéma britannique.

## Filmographie

### Comme réalisateur
- 1992 : Downtown Lagos (feuilleton TV)
- 1993 : The Buddha of Suburbia (en) (feuilleton TV)
- 1994 : Ready When You Are, Mr. Patel (TV)
- 1995 : Persuasion
- 1996 : My Night with Reg
- 1998 : Titanic Town
- 1999 : Coup de foudre à Notting Hill (Notting Hill)
- 2002 : Dérapages incontrôlés (Changing Lanes)
- 2003 : The Mother
- 2004 : Enduring Love
- 2006 : Venus
- 2010 : Morning Glory
- 2012 : Week-end royal (Hyde Park on Hudson)
- 2013 : Un week-end à Paris (Le Week-End)
- 2017 : My Cousin Rachel
- 2019 : Blackbird
- 2020 : The Duke
- 2022 : Elizabeth, Regard(s) singulier(s) (documentaire)

### Comme producteur
- 2006 : Marathon

## Distinctions

### Nominations
- Festival de Cannes 2003 : En compétition à la Quinzaine des Réalisateurs pour The Mother
- Festival international du film de comédie de l'Alpe d'Huez 2011 : En compétition pour Morning Glory
- Festival international du film de Saint-Sébastien 2013 : En compétition pour la Coquille d'or pour Un week-end à Paris
- Festival international du film de Saint-Sébastien 2019 : En compétition pour la Coquille d'or et film d'ouverture pour Blackbird